# Café Guerbois

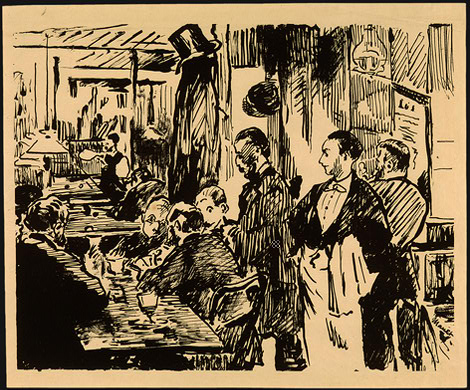
Édouard Manet: Al Café Guerbois

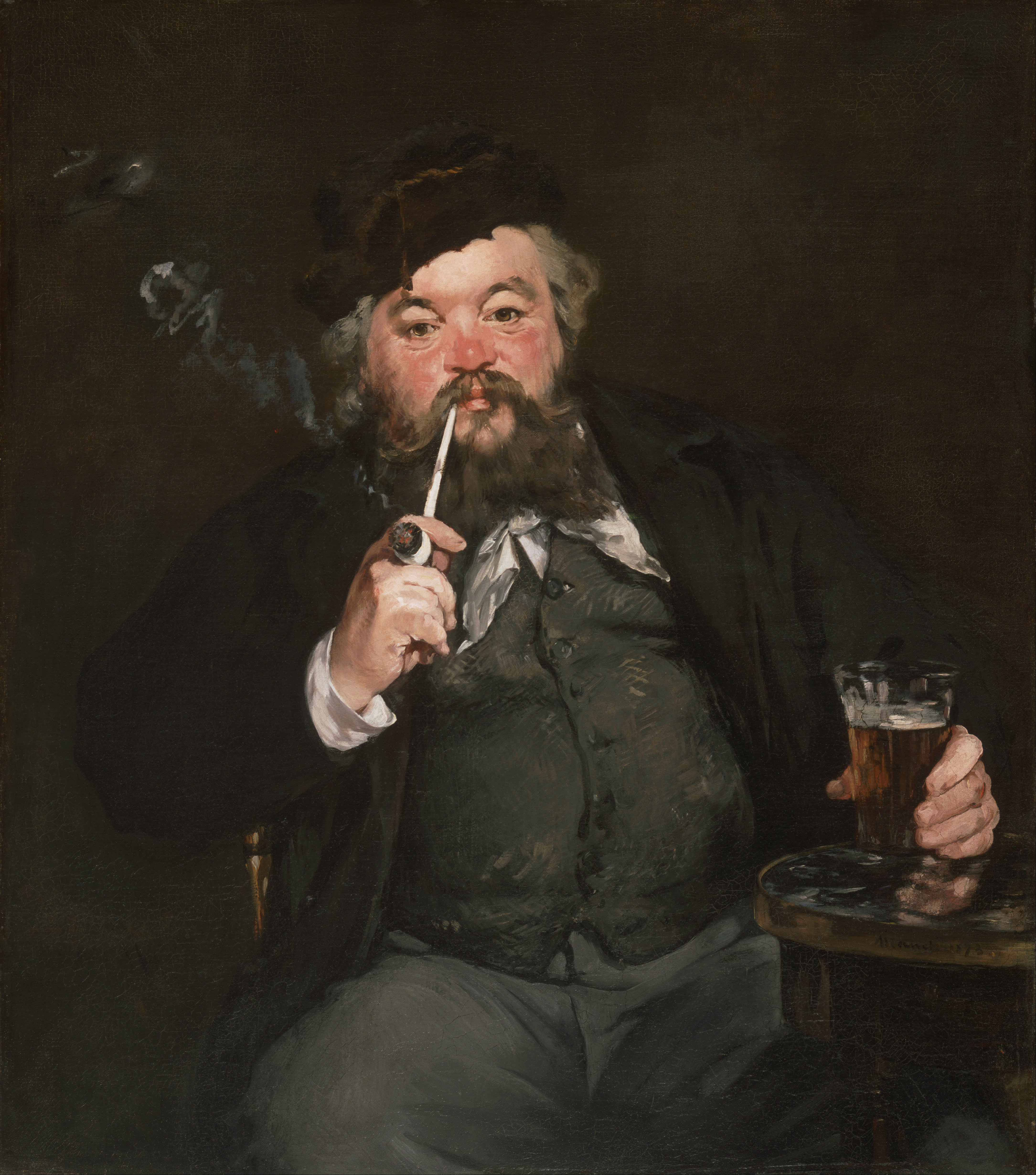
Le bon bock di Manet

Il Café Guerbois, sito al numero 11 del viale di Batignolles, oggi Avenue de Clichy, a Parigi, era un locale frequentato a partire dal 1863 da Manet e dagli artisti che avrebbero di lì a poco dato origine al movimento impressionista. 
Il locale, descritto anche da Émile Zola nel romanzo L'opera, era di proprietà di Émile Bellot, che nel 1873 posò per il quadro di Édouard Manet intitolato Le bon bock (Il buon boccale di birra). 
Accentrato intorno alla figura di Manet, un folto gruppo era solito riunirsi in quel bar in genere la sera. Il giovedì invece gli artisti erano soliti riunirsi per discutere di arte. Essi avevano riservati i primi posti nel locale.
Paul Cézanne, Alfred Sisley, Claude Monet, Camille Pissarro, Edgar Degas, Pierre-Auguste Renoir e Jean-Frédéric Bazille tra i pittori, ma anche lo scrittore Émile Zola, e il fotografo Felix Nadar, e ancora Louis Edmond Duranty, Henri Fantin-Latour, Constantin Guys, Théodore Duret, Jean-Baptiste Guillaumin, Zacharie Astruc e Félix Bracquemond ne erano assidui frequentatori.
Il gruppo che si riuniva lì viene spesso chiamato anche Gruppo di Batignolles, essendo tutti gli artisti residenti nello stesso quartiere, i quali costruirono il movimento dell'Impressionismo.
Louis Edmond Duranty nella novella inedita La double vie de Louis Seguin descrive perfettamente l'interno del locale:
Ha un carattere misto. Sorto in quella che un tempo era piena periferia, ha conservato in parte la sua vecchia aria provinciale: un aspetto antiquato, un arredamento impero. Ma ha preso anche, in un certo senso, un tono parigino. Quindi la prima sala, bianca e dorata, coperta di specchi e piena di luce, assomiglia alla terrazza dei caffè dei boulevard. Ma non appena si entra nella seconda sala il posto si fa stupefacente. Ci si trova in una vasta cripta dal soffitto basso, o che appare tale per l'ampiezza del locale. All'ingresso sei colonne massicce formano come un viale, dividendola in due specie di strette cappelle, dietro le quali si sente venire, dal fondo, una sorta di coro: la zona dei biliardi. Sul soffitto si aprono vetrate irregolari, ora grandi ora anguste come lucernari, che mandano luci variabili, e creano dovunque recessi misteriosamente illuminati e ombre lunghe e fitte attraversate da bagliori di luce, che si posano sul centro di una colonna, su un angolo di tavola e su un sedile rosso, sul cranio calvo e lucido di un giocatore di picchetto, o sul grembiule bianco di un cameriere. Fino a metà altezza, le pareti sono di un colore bruno; il resto è ricoperto da una tappezzeria di carta, a imitazione di grandi pannelli di tinta chiara. Qui non ci sono né specchi né dorature. Cinque biliardi, pesanti fonti battesimali di questo tempio, sfoggiano in finta prospettiva i loro tappeti verdi, smorzati dalla luce. In fondo, una grande vetrata prende tutta la lunghezza della sala e lascia vedere in piena luce un giardino con qualche albero giovane, tra cui appare una casetta con loggiato e colonnine dipinte di un verde tenero, che sorge fresca, viva e intensa dietro la penombra radente e misteriosa dell'interno del caffè. È una scena olandese singolare, molto lontana da Parigi.»
Successivamente il locale dopo essersi trasformato in una birreria è stato demolito, ma nel luogo dove era esistito, nell'attuale Avenue de Clichy, è stata posta una targa commemorativa.